# Où peut on être mieux qu’au sein de sa famille
Où peut on être mieux qu’au sein de sa famille (en español: «Dónde podemos sentirnos mejor que en nuestra familia») fue el himno usado junto a Le Retour des Princes Français à Paris durante la Restauración borbónica en Francia (1815-1830). Con letra de Jean-François Marmontel.

## Letra

### Enfrancésoriginal
Où peut-on être mieux, où peut-on être mieux
Qu'au sein de sa famille?
Où peut-on être mieux, où peut-on être mieux
Qu'au sein de sa famille?
Tout est content,
Tout est content,
Le cœur, les yeux.
Le cœur, les yeux.
Vivons, aimons, vivons, aimons
comme nos bons aïeux.
Vivons, aimons, vivons, aimons
Comme nos bons aïeux.
Comme nos bons aïeux.

### Enespañol
¿Dónde podemos sentirnos mejor, dónde podemos sentirnos mejor
Que en nuestra familia?
¿Dónde podemos sentirnos mejor, dónde podemos sentirnos mejor
Que en nuestra familia?
Todo está alegre
Todo está alegre
El corazón, los ojos
El corazón, los ojos
Vivamos, amemos, vivamos, amemos
Como nuestros buenos abuelos
Como nuestros buenos abuelos